# Galata (Lovetsj)
Galata (Bulgaars: Галата) is een dorp in de Bulgaarse gemeente Teteven, oblast Lovetsj. Het dorp ligt 31 km ten noorden van Teteven, 45 km ten westen van Lovetsj en 111 km ten noordoosten van Sofia. De dichtstbijzijnde nederzetting is het dorp Balgarski Izvor (2 km). 

## Bevolking
Galata is het grootste dorp in de oblast Lovetsj en telde op 31 december 2020 2.389 inwoners. In 1893 telde het dorp volgens een onofficiële telling zo'n 438 'Moslimbulgaren' (Pomaken). In de eerste officiële telling van 1934 telde het dorp al 1.059 inwoners. Dit aantal is, in tegenstelling tot de overige dorpen in de regio, continu toegenomen en bereikte in 2011 een officiële maximum van 2.596 personen. Tussen februari 2011 en december 2020 is het inwonersaantal echter afgenomen als gevolg van emigratie. Veel inwoners, met name jongvolwassenen, hebben het afgelopen decennium het dorp verlaten - voor landen zoals Spanje en Griekenland - op zoek naar betere levensperspectieven. 
Van de 2.596 inwoners reageerden er 2.518 op de optionele volkstelling van 2011. Daarvan identificeerden 2.442 personen zich als etnische Bulgaren (97%), terwijl 70 personen 'anders' of 'geen antwoord' aanvinkten op het censusformulier. Verder identificeerden 6 personen zich als etnische Bulgaarse Turken. De meeste inwoners zijn etnische Bulgaren met een islamitische achtergrond, ook wel Pomaken genoemd in de volksmond. De dorpelingen moesten halverwege de jaren zeventig hun Arabische/islamitische namen veranderen in Bulgaarse/christelijke namen als gevolg van het 'opwekkingsproces' van het communistisch regime van Todor Zjivkov, waarbij alle moslims in Bulgarije afstand moesten doen van islamitische gewoonten. Bij deze assimilatiecampagnes werden een aantal inwoners gearresteerd en kwamen twee personen,na hun vrijlating, te komen overlijden vanwege mishandelingen die in het detentiecentrum plaats hadden gevonden.
| Etnische samenstelling van de respondenten (2011) | Etnische samenstelling van de respondenten (2011) | Etnische samenstelling van de respondenten (2011) | Etnische samenstelling van de respondenten (2011) | Etnische samenstelling van de respondenten (2011) |
| ------------------------------------------------- | ------------------------------------------------- | ------------------------------------------------- | ------------------------------------------------- | ------------------------------------------------- |
|                                                   |                                                   |                                                   |                                                   |                                                   |
| Bulgaren                                          | Bulgaren                                          |                                                   | 97,0%                                             | 97,0%                                             |
| Turken                                            | Turken                                            |                                                   | 0,2%                                              | 0,2%                                              |
| Roma                                              | Roma                                              |                                                   | 0,0%                                              | 0,0%                                              |
| Anders/Onbekend                                   | Anders/Onbekend                                   |                                                   | 2,8%                                              | 2,8%                                              |

Het dorp Galata heeft, in tegenstelling tot overige dorpen in de regio Noordwest-Bulgarije, een relatief gunstige leeftijdopbouw. In februari 2011 telde het dorp 2.596 inwoners, waarvan 462 personen tussen de 0-14 jaar oud (18%), 1.878 inwoners tussen de 15-64 jaar (72%) en 256 inwoners van 65 jaar of ouder (10%).

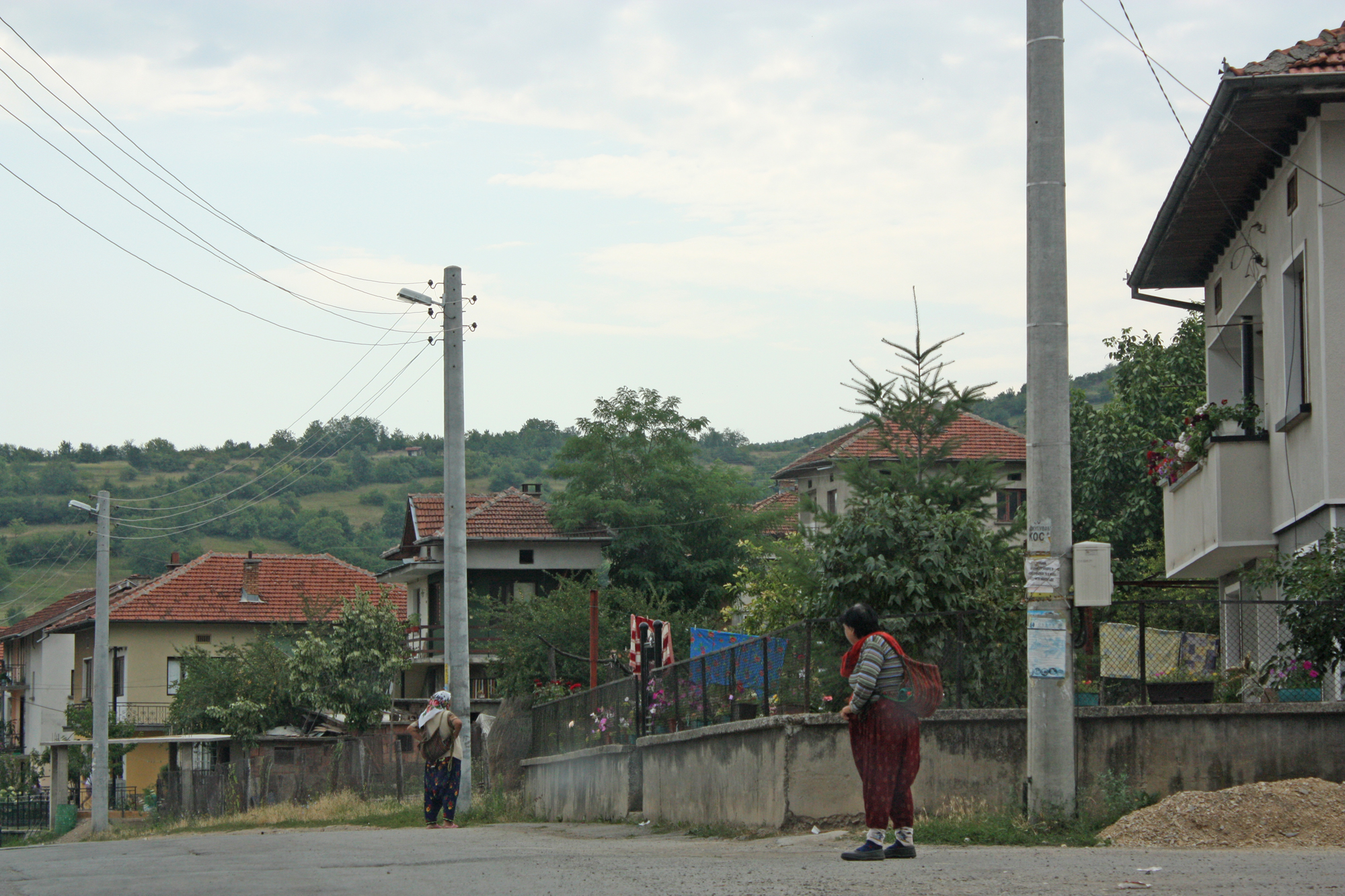
Oudere vrouwen in het dorp Galata